# Repentista
Ein Repentista ist in Portugal und Brasilien (dort vor allem im Nordosten) ein Gesangskünstler, der entweder aus dem Stegreif poetische, oft auch obszöne sich reimende Lieder vorträgt, oder innerhalb eines Desafios („Schmähung, Provokation“) mit einem Partner in einen musikalischen Wettstreit tritt. Dabei begleitet er sich auf der ländlichen brasilianischen Gitarrenart „Viola“, aber die Texte sind immer wichtiger als die Musik. Repentistas werden auch „cantadores“ oder „trovadores“ genannt, wobei diese Begriffe gleichzeitig Oberbegriffe für alle Spielarten der fahrenden Sänger sind. Zu den zugrunde liegenden Rhythmen zählen der Coco und die Modinha. Repentistas treten auf öffentlichen Plätzen und Märkten oder in touristischen Zentren auf.
Die Improvisation „unterliegt teilweise komplexen Regeln, die zu beherrschen, jahrelange Übung voraussetzen kann.“ Man kann diesen Künstlern einige Worte über sich selbst zuwerfen, die sie dann in Verbindung mit dem physischen Erscheinungsbild, Kleidern und Art des Auftretens seines Zuhörers in eine auf diesen zugeschnittene poetische, manchmal schon psychologisch anmutende Kreationen verwandelt.
Die Kunst der Repentistas ist eng mit der Literatura de Cordel verbunden. Das Ibero-Amerikanische Institut besitzt eine Sammlung von Repentista-Texten und Cordel-Heften. In Brasilien selbst liegen umfangreiche Forschungen zur Textanalyse und zur Kategorisierung für den Bereich der fahrenden Sänger vor.

## Nachweise
1. ↑  Claus Schreiner: Música Popular Brasileira. Handbuch der folkloristischen und populären Musik Brasiliens, Marburg 1985, Seite 37 ff.
2. 1 2  José Maria Tenório Rocha, zitiert in Tiago de Oliveira Pinto (Herausgeber): Brasilien. Einführung in die Musiktraditionen Brasiliens Mainz 1986, Seite 88
3. ↑  Tiago de Oliveira Pinto: Capoeira, Samba, Candomblé. Afro-Brasilianische Musik im Recôncavo, Bahia, Berlin 1991, Seite 144 ff.